# مزدا تریبیوت

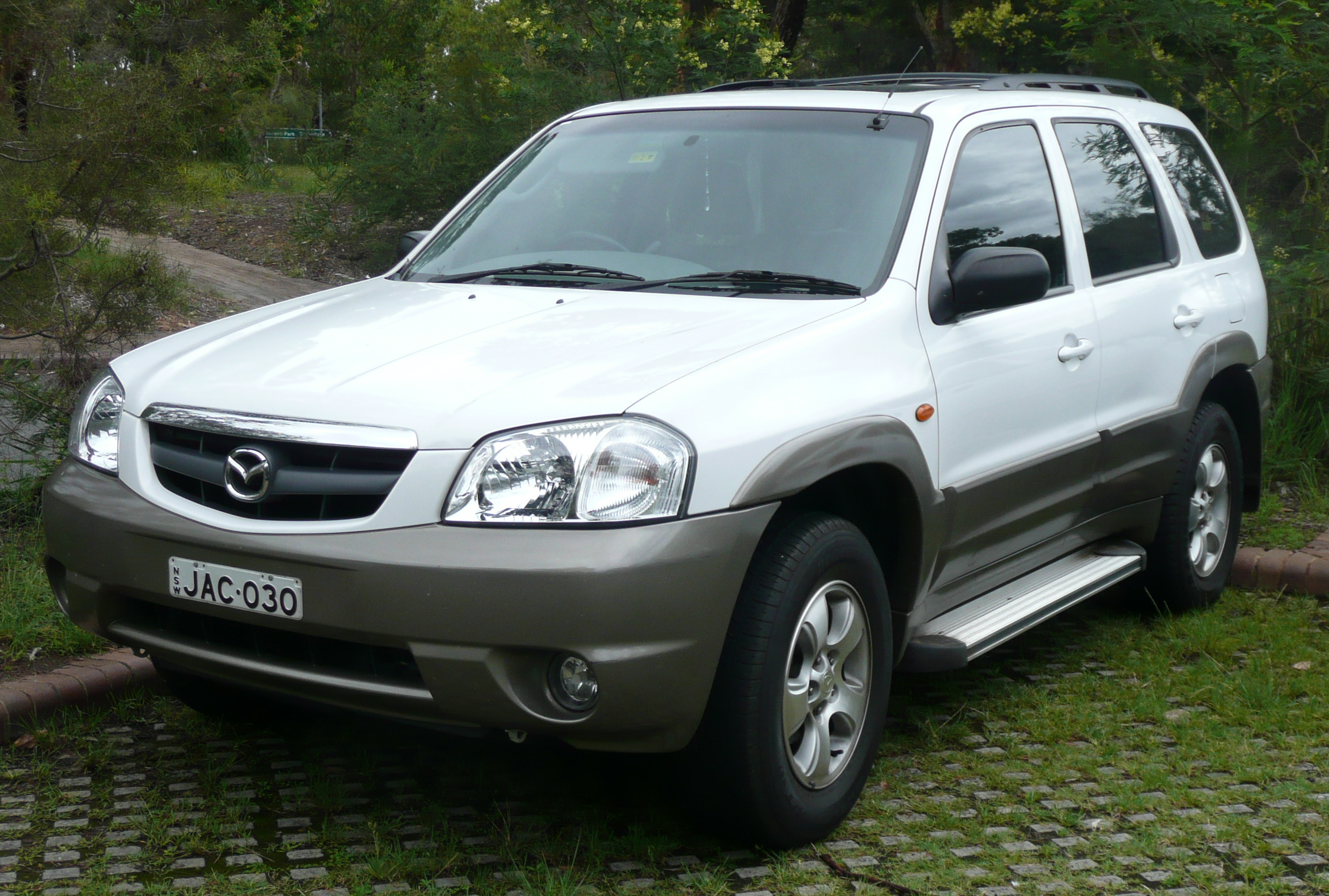

مزدا تریبیوت (Mazda Tribute) خودرویی است که از سال ۲۰۰۱ تا کنون توسط شرکت مزدا تولید شده‌است. طراحی آن موتور جلو، خودرو محور جلو، خودرو چهار چرخ محرک بوده است. 